# Veranstaltungsfachwirt
Geprüfter Veranstaltungsfachwirt ist ein öffentlich-rechtlich anerkannter Abschluss auf Meisterebene, der nach einer erfolgreich absolvierten branchenbezogenen kaufmännischen Aufstiegsfortbildung gemäß Berufsbildungsgesetz vergeben wird. Die bundeseinheitliche Prüfung erfolgt auf Grundlage einer besonderen Rechtsverordnung vor dem Prüfungsausschuss einer Industrie- und Handelskammer (IHK). Im Jahr 2008 löste der Geprüfte Veranstaltungsfachwirt den Fachwirt für die Tagungs-, Kongress- und Messewirtschaft ab.
Ein Veranstaltungsfachwirt ist qualifiziert, selbständig im Veranstaltungsbereich planerische Aufgaben wahrzunehmen. Veranstaltungsfachwirte planen, steuern und kontrollieren verschiedenste Arten von Veranstaltungen auf der Basis technischer, betriebswirtschaftlicher und rechtlicher Zusammenhänge.
Es gibt verschiedenste Bildungsträger, die auf die IHK-Prüfung vorbereiten. Ein Prüfungsvorbereitungslehrgang dauert 3 bis 6 Monate in der Vollzeitform und 12 bis 24 Monate in der Teilzeitform. Für die Zulassung zur Prüfung ist die Teilnahme an einem Lehrgang allerdings nicht verpflichtend. Eine finanzielle Unterstützung mittels Aufstiegsfortbildungsförderungsgesetz („Meister-BAFöG“) ist auf Antrag möglich.

## Prüfungszulassungsvoraussetzungen
Zur Prüfung in dem Prüfungsteil Wirtschaftsbezogene Qualifikationen kann zugelassen werden, wer
- einen Abschluss im anerkannten Ausbildungsberuf zum Veranstaltungskaufmann oder eine mit Erfolg abgelegte Abschlussprüfung in einem anerkannten kaufmännischen oder verwaltenden Ausbildungsberuf und danach eine mindestens einjährige Berufspraxis oder
- einen Abschluss in einem sonstigen anerkannten Ausbildungsberuf und danach eine mindestens zweijährige Berufspraxis oder
- eine mindestens vierjährige Berufspraxis nachweist.

Zum Prüfungsteil Handlungsfeldspezifische Qualifikationen kann zugelassen werden, wer
- den Prüfungsteil Wirtschaftsbezogene Qualifikationen innerhalb der letzten fünf Jahre abgelegt hat und mindestens ein weiteres Jahr Berufspraxis zu den oben genannten Fällen nachweist.

Die Berufspraxis muss inhaltlich wesentliche und kommerzielle (kein Ehrenamt oder Praktikum) Bezüge zu Abläufen in Betrieben der Veranstaltungswirtschaft haben.

## Lerninhalte
In der 2008 vom Bundesministerium für Bildung und Forschung verabschiedeten Verordnung sind die folgenden Ausbildungs- und Prüfungsfächer festgelegt:
A. Fachübergreifender Teil
- Volks- und Betriebswirtschaft
- Recht und Steuern
- Unternehmensführung
- Rechnungswesen

B. Fachspezifischer Teil
- Analysieren von Märkten und Definieren von Marktchancen
- Konzipieren von Veranstaltungsprojekten
- Planen, Vorbereiten, Durchführen und Nachbereiten von Veranstaltungen
- Akquisition von Kunden sowie kundenorientierte Vermarktung
- Führung und Zusammenarbeit

Der Teil A Wirtschaftsbezogene Qualifikationen kann unabhängig von Teil B abgelegt werden. In jedem dieser Bereiche wird eine schriftliche Prüfung abgelegt. Im Anschluss findet ein mündliches Fachgespräch statt.

## Weiterbildungen
Die nächstfolgende, höhere praktische bzw. berufsbefähigende Qualifizierungsebene ist der Geprüfte Betriebswirt, zu dessen Prüfung man nach dem erfolgreichen Abschluss des Veranstaltungsfachwirts zugelassen ist.
Die höhere theoretische Ausbildung ist ein BWL-Studium mit Schwerpunkt Veranstaltungsmanagement oder Veranstaltungstechnik an einer Hochschule.